# (441987) 2010 NY65
2010 NY65 — астероид из группы Атонов, пересекает орбиту Земли. Собственного имени не имеет. Последнее сближение с Землёй было 24 июня 2017 года в 0:37 UTC, расстояние 3,036 млн км., скорость 45 648 км/час (12,675 км/сек), видимая звёздная величина +17.
Этот астероид ежегодно сближается с Землёй в 2015—2022 годах. Является хорошим кандидатом для измерения эффекта Ярковского с помощью радарных наблюдений во время регулярных сближений на протяжении нескольких лет. По результатам этих измерений будет точно определена его масса.
Ожидаемый диаметр 230 м и альбедо 7 %. Изменения яркости для определения периода вращения телескопом WISE не фиксировались, но по данным радара Аресибо период вращения 6.4 часа.

## Сближения
| Дата       | Расстояние в а. е. | Расстояний до Луны |
| ---------- | ------------------ | ------------------ |
| 2015/06/25 | 0,044              | 17,1               |
| 2016/06/24 | 0,0275             | 10,7               |
| 2017/06/24 | 0,0208             | 8,1                |
| 2018/06/24 | 0,0187             | 7,3                |
| 2019/06/24 | 0,0196             | 7,6                |
| 2020/06/24 | 0,0251             | 9,8                |
| 2021/06/25 | 0,0399             | 15,5               |
| 2022/06/26 | 0,0629             | 24,5               |